# Inte helt perfekt
Inte helt perfekt (engelska: Less than Perfect) är en amerikansk komediserie med bland andra Sara Rue i en av huvudrollerna som sändes på amerikanska ABC 2002-2006. I Sverige sändes serien i TV4 med premiär 10 januari 2005.